# Angóragyapjú

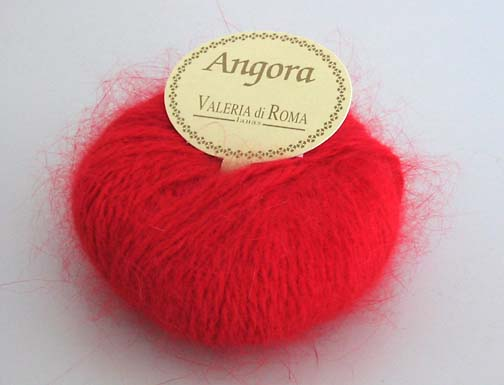
Angóragyapjú gombolyag

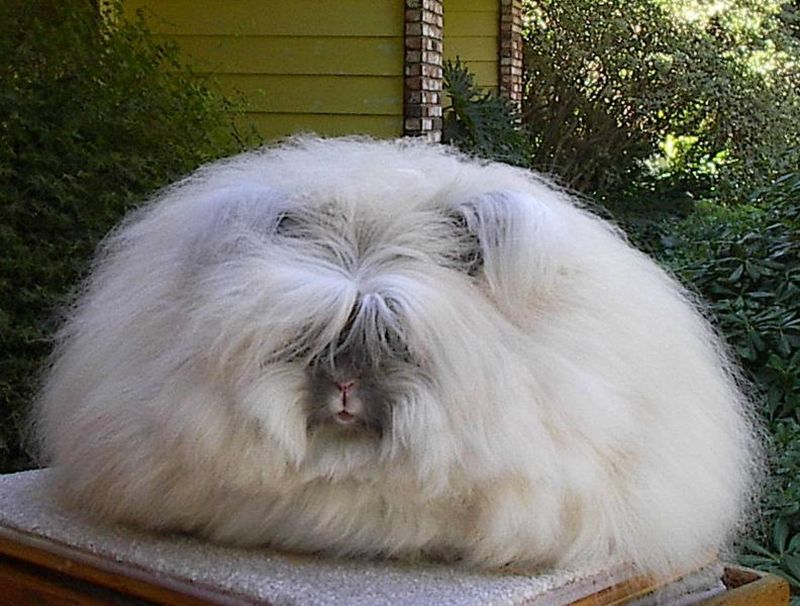
Angol angóranyúl

Az angóragyapjú az állati eredetű textilipari szálasanyagok egyike, az angóranyúl szőre. Hasonlít a kopásállóbb moherhez, ami az angórakecske szőrzetéből készül. Az elnevezés a török város, Ankara korábbi nevéből ered. Európában mintegy 100 éve tenyésztenek angóranyulat.

## Az angóranyúl
A közönséges nyúl (Oryctolagus cuniculus) szőrét a kalapkészítők régóta használják nemez-technikával készített fejfedők készítéséhez. A perzsa-török területen őshonos angóranyúl hosszú, finom gyapja szövésre, kötésre is alkalmas. Egy felnőtt állat évente négyszer nyírható és egy-egy nyírás alkalmával kb. 50 g, 35-50 mm hosszú, 8-16 mikron vastagságú szőrzetet produkál. A szőrzetben a pehelyszőr tartalom 97-98%, a nemesített fajtákon azonban 99,8%-ra is növelhető (a többi az ún. felszőr), ez az arány azonban évszakonként és nemenként is változik (nyáron kevesebb, mint télen, a nőstény állaton több a felszőr, mint a hímen). A durvább szálú francia, svájci területen tenyésztett állatot 3-4, az osztrák-német fajtát 2-3 havonta nyírják. Korábban Franciaország, ma Kína a legnagyobb termelő, a világ össztermelésének 90%-át az ott tenyésztett 50 millió angóranyúl adja. Az állat rendkívül érzékeny, tenyésztése különleges táplálást és tisztaságot, meleg, félhomályos tartást igényel. Hosszú szőrének gondozása, sérülésmentes nyírása miatt az anyag rendkívül drága.

## Tulajdonságok
Az angóragyapjú szálai enyhén hullámosak, keresztmetszetük szabálytalan kör alakú, belül légkamrákat tartalmaznak. Átmérőjük 6-17, átlagosan 12 mikrométer, vékonyabb, mint a házinyúl szőre. A nyári és a téli bunda szálai között átlagosan 1,5-2 mikrométer vastagságkülönbség figyelhető meg (a nyári vastagabb). A szálak fajlagos szakítóereje a légkamrák méretétől függ, 17 000-29 000 N/cm² között szóródik. Szakadási nyúlásuk 30-40%. Sűrűsége kicsi, átlagosan 1,1 g/cm³. Légkamrás felépítésénél fogva a szál kiváló melegtartó. Kémiai tulajdonságai a juhgyapjúéval egyeznek meg.

## Felhasználás
A nyúlszőr gyengén nemezelődik, ezért például a nemezkalap készítéséhez higanynitráttal kezelt nyúlszőrt használnak a jobb nemezelődés érdekében. Az angóragyapjúból készült fonalat leggyakrabban a kötőipar használja fel meleg alsóruházati cikkek (bár az utóbbi évtizedekben az angóra alsónemű már inkább különleges divatcikké vált), pulóverek, kesztyűk, sálak, sapkák készítésére, de ajánlják krónikus ízületi betegségekben szenvedő betegeknek, és gyapjú- vagy műszálallergia esetén.